# Сан-Фернандо (муниципалитет)
Муниципалитет Сан-Фернандо  (исп. Partido de San Fernando) — муниципалитет в Аргентине в составе провинции Буэнос-Айрес.
Территория — 924 км². Население — 163240 человек. Плотность населения — 176,62 чел./км².
Административный центр — Сан-Фернандо.

## География
Департамент расположен на северо-востоке провинции Буэнос-Айрес.
Департамент граничит:
- на севере и западе — с муниципалитетом Тигре
- на востоке — с Атлантическим океаном
- на юге — с муниципалитетом Сан-Исидро

## Важнейшие населенные пункты[3]
| № | Населённый пункт | Населённый пункт (исп.) | Категория   | Население чел. (2010) | На карте                        |
| - | ---------------- | ----------------------- | ----------- | --------------------- | ------------------------------- |
| 1 | Сан-Фернандо     | San Fernando            | агломерация | 160284                | 34°26′50″ ю. ш. 58°34′13″ з. д. |

#### Агломерация Сан-Фернандо
- входит в агломерацию Большой Буэнос-Айрес

| № | Населённый пункт | Населённый пункт (исп.) | Категория | Население чел. (2010) | На карте                        |
| - | ---------------- | ----------------------- | --------- | --------------------- | ------------------------------- |
| 1 | Сан-Фернандо     | San Fernando            | город     | 69111                 | 34°26′50″ ю. ш. 58°34′13″ з. д. |
| 2 | Вирреес          | Virreyes                | город     | 39507                 | 34°27′35″ ю. ш. 58°34′12″ з. д. |
| 3 | Виктория         | Victoria                | город     | 39447                 | 34°27′14″ ю. ш. 58°32′27″ з. д. |